# El Vergel, San Juan Bautista Guelache
El Vergel är en ort i Mexiko.   Den ligger i kommunen San Juan Bautista Guelache och delstaten Oaxaca, i den sydöstra delen av landet, 300 km sydost om huvudstaden Mexico City. El Vergel ligger 1 672 meter över havet och antalet invånare är 863.
Terrängen runt El Vergel är varierad. Runt El Vergel är det mycket tätbefolkat, med 2 431 invånare per kvadratkilometer. Närmaste större samhälle är Oaxaca de Juárez, 17,3 km söder om El Vergel. Omgivningarna runt El Vergel är en mosaik av jordbruksmark och naturlig växtlighet.